# Carpias longimanus
Carpias longimanus is een pissebed uit de familie Janiridae. De wetenschappelijke naam van de soort is voor het eerst geldig gepubliceerd in 1954 door Pillai.